# Платцово
Платцово — деревня в Вачском районе Нижегородской области. Входит в состав Арефинского сельсовета.

## История
Деревня впервые упоминается в писцовых книгах 1629-30 годов, в ней было 13 дворов крестьянских и 1 бобыльский.
В конце XIX — начале XX века деревня входила в состав Арефинской волости Муромского уезда Владимирской губернии. В 1859 году в деревне числилось 24 дворов, в 1905 году — 28 дворов, в 1926 году — 33 дворов.
С 1929 года деревня входила в состав Янинского сельсовета Вачского района Горьковского края, с 1931 года — в составе Арефинского сельсовета, с 1936 года — в составе Горьковской области.

## Население
| 1859 | 1905 | 1926 | 1999 | 2002 | 2010 |
| ---- | ---- | ---- | ---- | ---- | ---- |
| 214  | ↘152 | ↘145 | ↘76  | ↘61  | ↗75  |